# Radiotelevisiun Svizra Rumantscha
La Radiotelevisiun Svizra Rumantscha (RTR) es una filial de la empresa pública suiza de medios de comunicación SRG SSR idée suisse y se encarga de la producción y difusión de programas de radio y televisión en romanche para la Suiza retorromana (cantón de los Grisones). Gestiona la Radio Rumantsch y la Televisiun Rumantscha. La RTR tiene aproximadamente 100 empleados.

## Historia
El 17 de enero de 1925 se retransmite la primera emisión de radio en romanche bajo la responsabilidad de Felix Huonder. Las emisiones regulares empiezan en 1943. Radio Rumantsch se crea en 1954, cuando empiezan sus primeras emisiones de radio para el cantón de los Grisones.
Las primeras emisiones de televisión en romanche empiezan el 17 de febrero de 1963 con Il Balcun Tort, para conmemorar el 25º aniversario de la votación que hizo del romanche la cuarta lengua nacional suiza. Desde 1972, Schweizer Fernsehen concede un amplio lugar a las emisiones en romanche. Los programas regulares de TV se inician en 1975 con el nacimiento de la Television Rumantscha que produce el telediario en romanche Telesguard, emitido en SF después de la emisión de Cuntrasts.
En la línea directa de la reorganización de la SSR, Radio Rumantsch se convierte en una unidad de empresa autónoma en 1991, unida en 1995 con la Televisiun Rumantscha, que no depende más que de la Schweizer Fernsehen. La nueva unidad de empresa, bautizada Radio e Televisiun Rumantscha, comprende de ahora en adelante la radio y la televisión.

## Organización

### Dirección
Director general:
- Bernard Cathomas

Director de la radio:
- Erwin Ardüser

Director de la televisión:
- Mariano Tschuor

### Sede
La sede administrativa de la RTR se sitúa en Coira. Posee también oficinas en Savognin, Glion, Scuol, Müstair, Samedan y Berna.

### Capital
La RTR es 100% propiedad del grupo audiovisual público suizo SRG SSR idée suisse, con sede en Berna. Los recursos del grupo provienen de los impuestos y de la publicidad.

## Actividades

### Radio
La RTR produce y difunde un programa de radio en romanche para la Suiza retorrománica: Radio RTR (anterio Radio Rumantsch). Emite sus programas en retorrománico de lunes a viernes entre las 6 y las 21 horas. Los fines de semana, la programación empieza a las 8 horas.

### Televisión
La Televisiun Rumantscha (TvR) es el sector de la RTR encargado de la producción de programas de televisión en romanche para la Suiza retorrománica. Produce 90 minutos de televisión a la semana. Sus programas se componen de aproximadamente 50 horas de producciones propias, 6 horas de producciones compradas y 20 horas de repeticiones.
Subtituladas en alemán, las emisiones de la TvR se emiten en el territorio, por la primera cadena de Schweizer Fernsehen, SF 1. Algunas de ellas se reciben desde 1997 en la Suiza romanda por la TSR 2 y en la Suiza italiana por la TSI 2, en horarios menos accesibles. Estas emisiones son la ocasión para el conjunto de la población suiza de encontrarse, a intervalos regulares, con la minoría más pequeña del país. Varias películas producidas por la TvR han sido premiadas en Suiza y en el extranjero.

#### Programas de televisión
- Telesguard: informativo sobre los Grisones y la Suiza retorrománica, que se emite de lunes a sábado a las 17h45 en SF 1 (y se repite entre las 18 y 19 h y a las 21h50 en SF Info).
- Cuntrasts: magazine que se emite el domingo a las 17h30, y que pone el acento en la diversidad del cantón de los Grisones
- Istorgia da buna notg: emisión dominical para los jóvenes
- Controvers: magazine político que se emite varias veces al año y que propone debates sobre la actualidad política de los Grisones y de Suiza.
- In Pled sin via (Wort zum Sonntag), que se emite cuatro veces al año.